# Спаниель
Спаниель (англ. Spaniel) — группа пород охотничьих собак. Судя по названию, собаки типа спаниелей происходят из Испании, поскольку само это слово означает «испанский». Основным предназначением и охотничьей специализацией спаниелей была добыча пернатой дичи из густых зарослей. К концу XVII века спаниели разделились на тех, которые охотились на сухопутную дичь, и на «водяных».

## Особенности
Объекты ружейной охоты со спаниелями — боровая, полевая, болотная и водоплавающая дичь. Как правило, спаниели используются для поиска и подачи дичи под выстрел, а также для подноски и подачи добычи охотнику. В отличие от легавых собак, универсальные спаниели не делают стойку по птице и поэтому могут охотиться как на затаившуюся, так и на бегущую дичь. Спаниели разыскивают птицу как верхним чутьем, так и по запаху следа, поэтому должны обладать отличным чутьем. Добычливость спаниелей обусловлена исключительно развитой охотничьей страстью. Спаниели должны быть физически выносливы и способны к длительным перемещениям по суше, в том числе в зарослях, и по воде. Спаниели не должны пугаться выстрела, должны быть обучаемы и способны к взаимодействию с охотником. Рабочие качества спаниеля наследуются, их развитие достигается целенаправленной дрессировкой и натаской.

## Классификация
В классификации пород собак Международной кинологической федерации (FCI) спаниели представлены в зависимости от их происхождения и преимущественного охотничьего использования. В группу пород легавых (7 группа, секция 1.2) включены континентальные легавые типа спаниелей, делающие стойку по дичи. Спаниели британо-американского происхождения, используемые главным образом в охоте по болотной и водоплавающей дичи, отнесены к 8 группе (спаниели и ретриверы).

### Спаниели признанные FCI
Таблица с ныне существующими породами спаниелей, согласно классификации FCI:
| Спаниели, признанные FCI                                      | Спаниели, признанные FCI                | Спаниели, признанные FCI | Спаниели, признанные FCI       | Спаниели, признанные FCI               |
| Название                                                      | Иностранное название                    | Страна происхождения     | Размер                         | Фото                                   |
| Группа легавые                                                | Группа легавые                          | Группа легавые           | Группа легавые                 | Группа легавые                         |
| Тип спаниелей                                                 | Тип спаниелей                           | Тип спаниелей            | Тип спаниелей                  | Тип спаниелей                          |
| ------------------------------------------------------------- | --------------------------------------- | ------------------------ | ------------------------------ | -------------------------------------- |
| Большой мюнстерлендер                                         | нем. Großer Münsterländer               | Германия                 | Рост 58-65 см Вес ≈ 30 кг      |                                        |
| Бретонский эпаньол                                            | фр. Épagneul breton                     | Франция                  | Рост 46-52 см                  |                                        |
| Голубой пикардийский спаниель                                 | фр. Épagneul bleu de Picardie           | Франция                  | Рост 57-60 см Вес 20,5 кг      |                                        |
| Дрентская куропаточная собака                                 | нидерл. Drentsche Patrijshond           | Нидерланды               | Рост 55-63 см Вес 25-35 кг     |                                        |
| Малый мюнстерлендер                                           | нем. Kleiner Münsterländer              | Германия                 | Рост 50-56 см Вес 18-27 кг     |                                        |
| Немецкий лангхаар                                             | нем. Deutsch langhaar                   | Германия                 | Рост 58-70 см Вес ≈ 30 кг      |                                        |
| Пикардийский спаниель                                         | фр. Épagneul picard                     | Франция                  | Рост 55-62 см Вес 20-25 кг     |                                        |
| Понт-одемерский спаниель                                      | фр. Épagneul de Pont-Audemer            | Франция                  | Рост 52-58 см Вес 18-24 кг     |                                        |
| Стабихун                                                      | нидерл. Stabyhoun (Friese Stabij)       | Нидерланды               | Рост 48-53 см Вес 18-27 кг     |                                        |
| Французский спаниель                                          | фр. Épagneul français                   | Франция                  | Рост 52-58 см Вес 18-24 кг     |                                        |
| Ретриверы, спаниели и водяные собаки                          |                                         |                          |                                |                                        |
| Спаниели                                                      |                                         |                          |                                |                                        |
| Американский кокер-спаниель                                   | англ. American Cocker Spaniel           | США                      | Рост 37-39 см                  |                                        |
| Английский кокер-спаниель                                     | англ. English cocker spaniel            | Великобритания           | Рост 38-41 см Вес 13-15 кг     |                                        |
| Английский спрингер-спаниель                                  | англ. English springer spaniel          | Великобритания           | Рост ≈ 51 см Вес ≈ 22,5 кг     |                                        |
| Вельш-спрингер-спаниель                                       | англ. Welsh springer spaniel            | Великобритания           | Рост 46-48 см Вес 16-20 кг     |                                        |
| Кламбер-спаниель                                              | англ. Clumber spaniel                   | Великобритания           | Рост 42,5-50 см Вес 25-34 кг   |                                        |
| Коикерхондье                                                  | нидерл. Kooikerhondje                   | Нидерланды               | Рост 35-40 см Вес 9-11 кг      |                                        |
| Немецкий вахтельхунд                                          | нем. Deutscher Wachtelhund              | Германия                 | Рост 45-54 см Вес 18-25 кг     |                                        |
| Суссекс-спаниель                                              | англ. Sussex Spaniel                    | Великобритания           | Рост 38—41 см Вес ≈ 23 кг      |                                        |
| Филд-спаниель                                                 | англ. Field Spaniel                     | Великобритания           | Рост ≈ 46 см Вес 18-25 кг      |                                        |
| Водяные собаки                                                |                                         |                          |                                |                                        |
| Американский водяной спаниель                                 | англ. American Water Spaniel            | Великобритания           | Рост 38—46 см Вес 11,3-20,4 кг |                                        |
| Веттерхун                                                     | нидерл. Wetterhoun                      | Нидерланды               | Рост ≈ 55-59 см Вес 25-32 кг   |                                        |
| Ирландский водяной спаниель                                   | англ. Irish Water Spaniel               | Ирландия                 | Рост 51-59 см Вес 20-31 кг     |                                        |
| Декоративные и собаки-компаньоны                              |                                         |                          |                                |                                        |
| Английские той-спаниели                                       |                                         |                          |                                |                                        |
| Кавалер-кинг-чарльз-спаниель                                  | англ. Cavalier King Charles Spaniel     | Великобритания           | Рост 23-28 см Вес 5,4-8 кг     |                                        |
| Кинг-чарльз-спаниель                                          | англ. King Charles Spaniel              | Великобритания           | Вес 3,6-6,3 кг                 |                                        |
| Континентальный той-спаниель, русский той и пражский крысарик |                                         |                          |                                |                                        |
| Континентальный той-спаниель                                  | фр. Épagneul nain continental papillonl | Франция Бельгия          | Рост ≈ 28 см Вес 1,5-5,0 кг    | Папийон фр. papillon Фален фр. phalène |
| Спаниели не признанные FCI                                    |                                         |                          |                                |                                        |
| Бойкин-спаниель                                               | англ. Boykin Spaniel                    | США                      | Рост 36-46 см Вес 11-18        |                                        |
| Русский охотничий спаниель                                    |                                         | СССР                     | Рост 36-44 Вес 15-20           |                                        |